# St-Tudy (Loctudy)

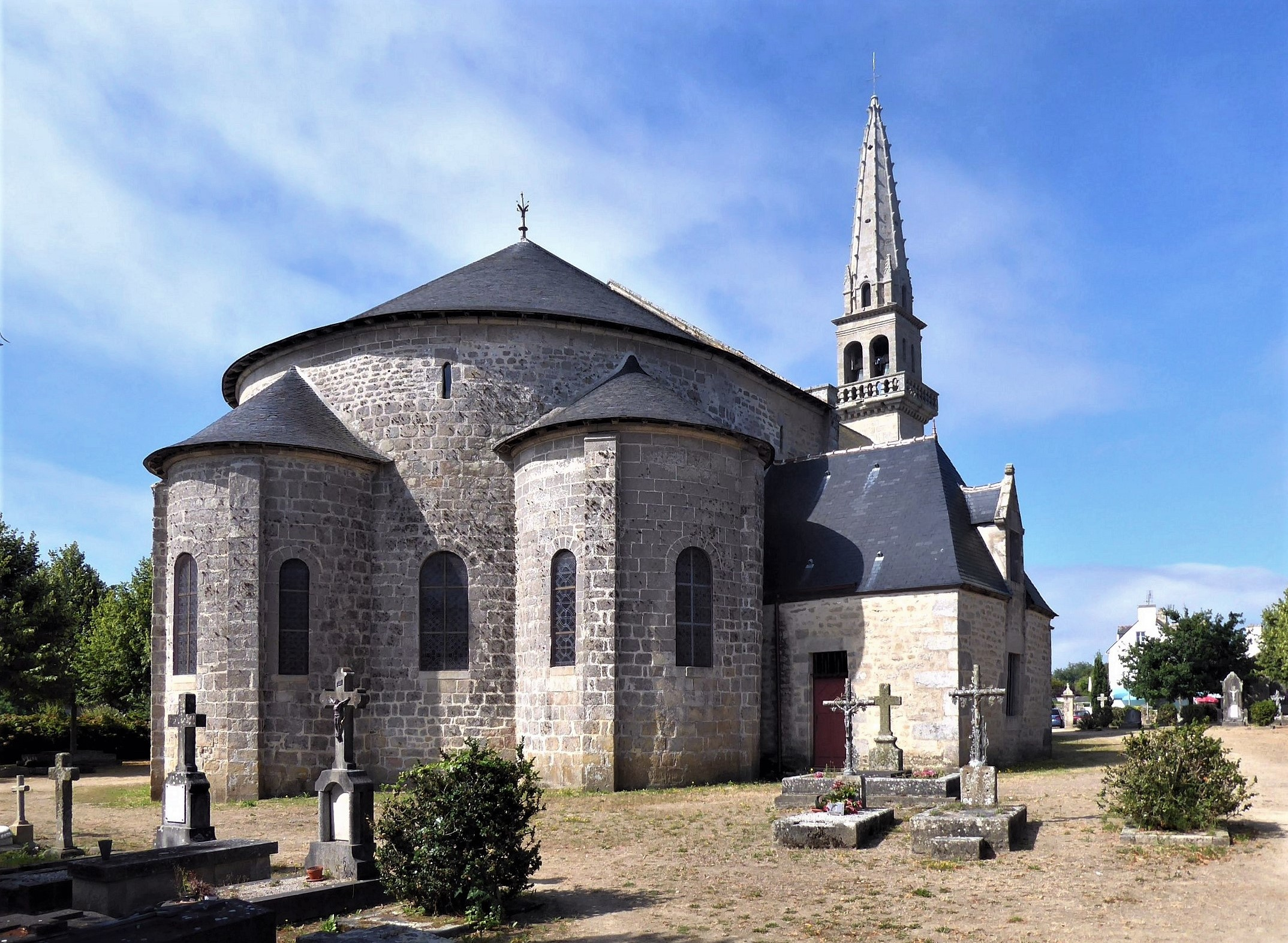
St-Tudy, Blick zum Chor

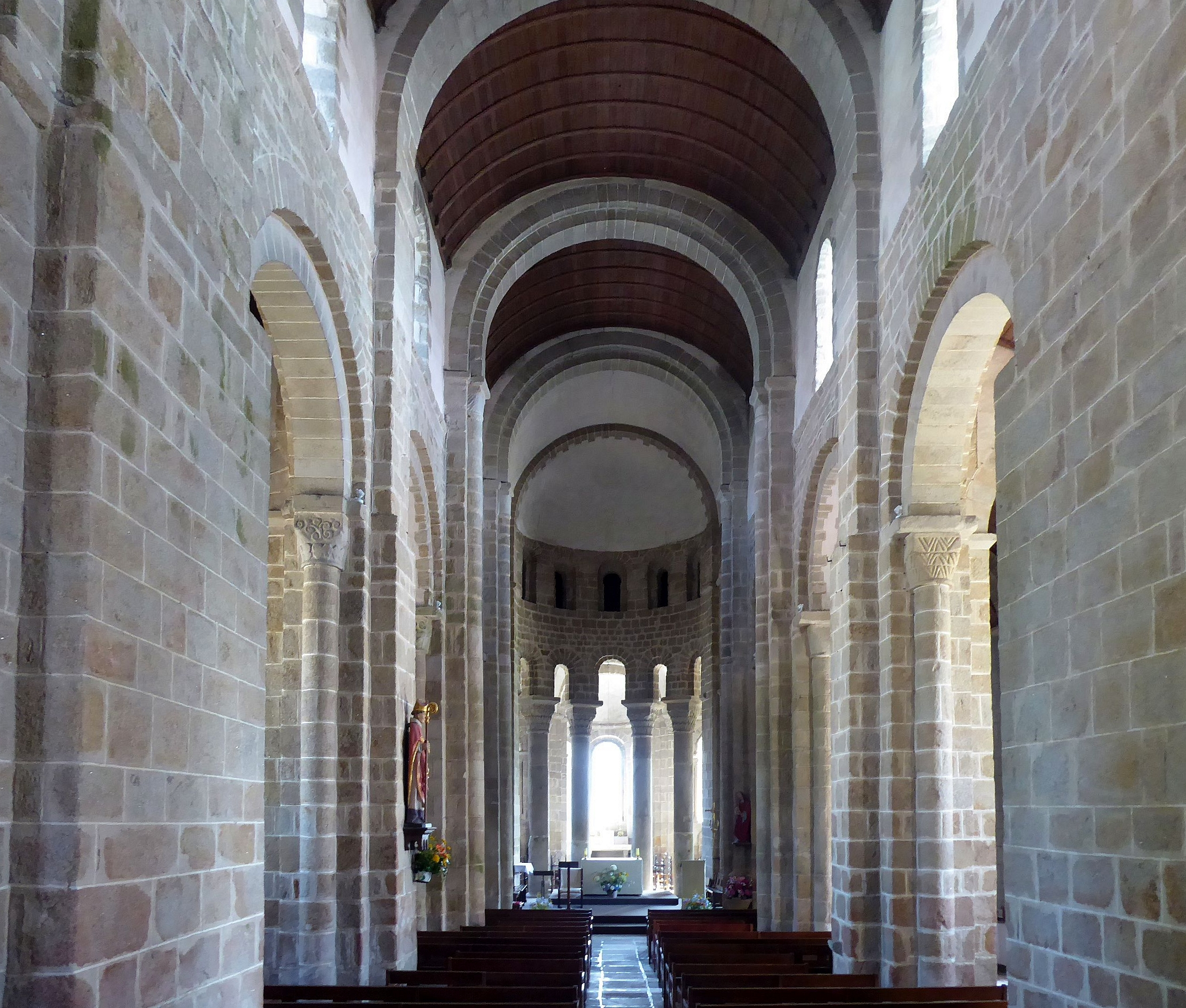
Blick durch das Langhaus

St-Tudy ist eine römisch-katholische Pfarrkirche in Loctudy im Bigoudenland im Département Finistère in Frankreich. Das Bauwerk gehört zu den herausragenden Baudenkmälern der Romanik in der Bretagne. Die Kirche ist seit 1846 als Monument historique klassifiziert.

## Geschichte
Die dem heiligen Tudy gewidmete Kirche, der in der Bretagne als christlichen Missionar im 5. Jahrhundert gewirkt hat, wurde ab der zweiten Hälfte des 11. Jahrhunderts als Pfarrkirche, an der sich ein Kollegiatstift befand, errichtet. Als Gönner des Stifts traten die Herren von Pont-l’Abbé auf, die das Patronatsrecht beanspruchten.  Allerdings bestand eine Auseinandersetzung zwischen den adligen Stiftern und der Benediktinerabtei Saint-Gildas-en-Rhuys über die Besitzrechte an St-Tudy. Diese Streitigkeit konnte im Jahr 1220 durch Bischof Rainaud der Cornouaille beigelegt werden. Die Übereinkunft sah vor, dass die Abtei Saint-Gildas fortan einen Kanoniker entsenden durfte. Die Pfarrei von Loctudy umfasste zu dieser Zeit ein großes Gebiet einschließlich Pont-l’Abbé und der dortigen Burg. In der Forschung wird außerdem kontrovers diskutiert, ob sich die Kirche zwischen 1127 und 1308 im Besitz des Templerordens befunden haben könnte.
Die Tatsache, dass die Kirche nicht nur der Pfarrei, sondern auch einem Kollegiatstift diente, dürfte ihre herausragende Baugestalt erklären, darunter der repräsentative, für die Bretagne in der romanischen Bauepoche ungewöhnliche Chorumgang. Ältester Teil der Kirche ist der im Äußeren schroff und ungegliedert ausgeführte Chor, der an die Abteikirche von Saint-Gildas erinnert, aus dem 11. Jahrhundert mit seinen drei Apsidiolen, die sich halbkreisförmig um den Chorumgang anordnen. Auch aus der Zeit um 1200 stammen die Pfeiler sowie die östlichen Wände des Langhauses. Die gotische Vorhalle auf der Südseite stammt aus dem 15. Jahrhundert, die barocke Westfassade mit dem Turm sowie die Sakristei aus dem 18. Jahrhundert. Die westlichen Teile der Langhauswände wurden im 19. Jahrhundert neu aufgeführt. Die Restaurierung des Gotteshauses im 19. Jahrhundert wurde von Prosper Mérimée (1803–1870) und Jean-Baptiste Lassus (1807–1857) durchgeführt und von Joseph Bigot (1807–1878) und Paul Gout (1852–1923) geleitet.

## Galerie

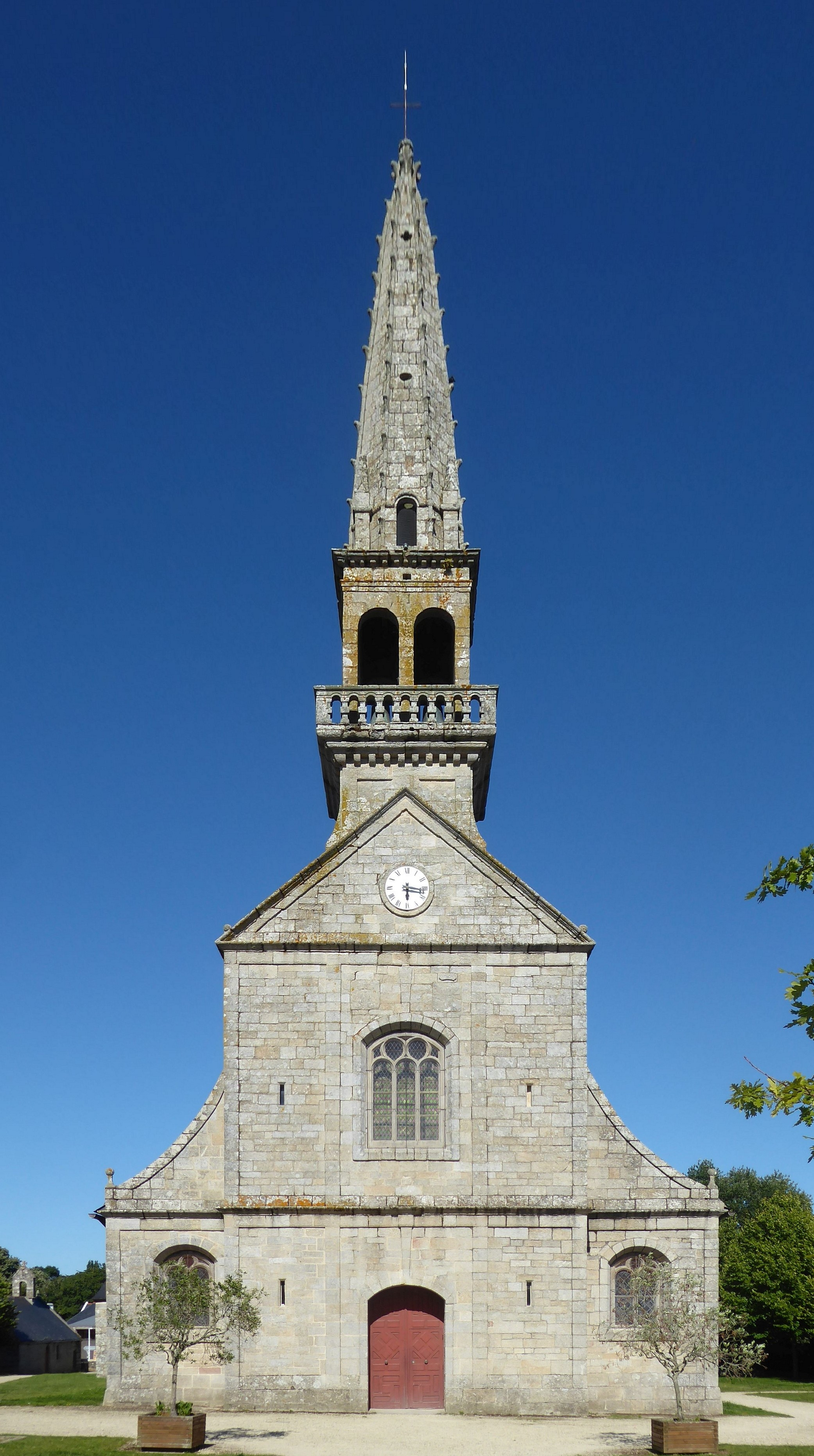
Westfassade
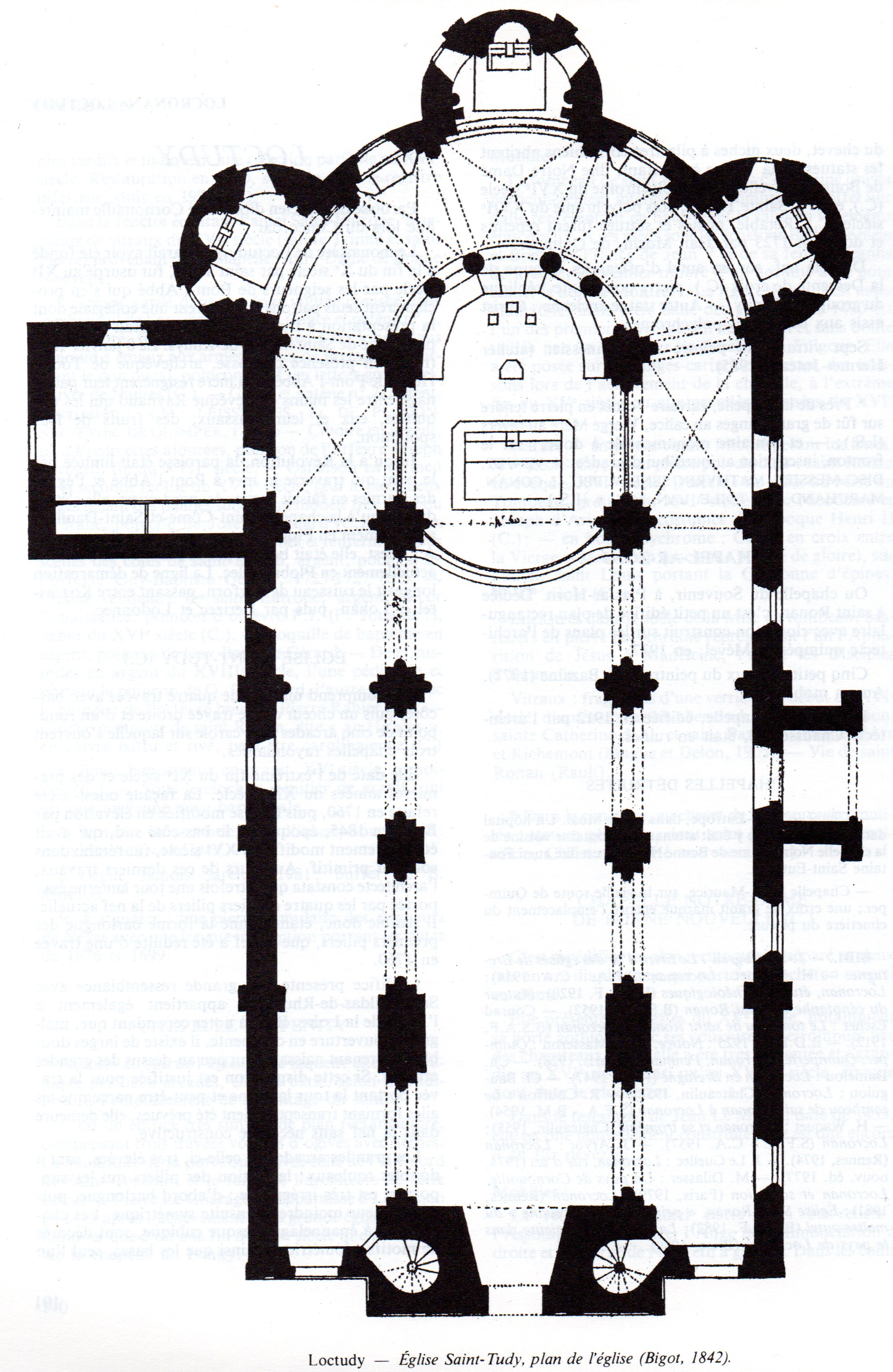
Grundriss
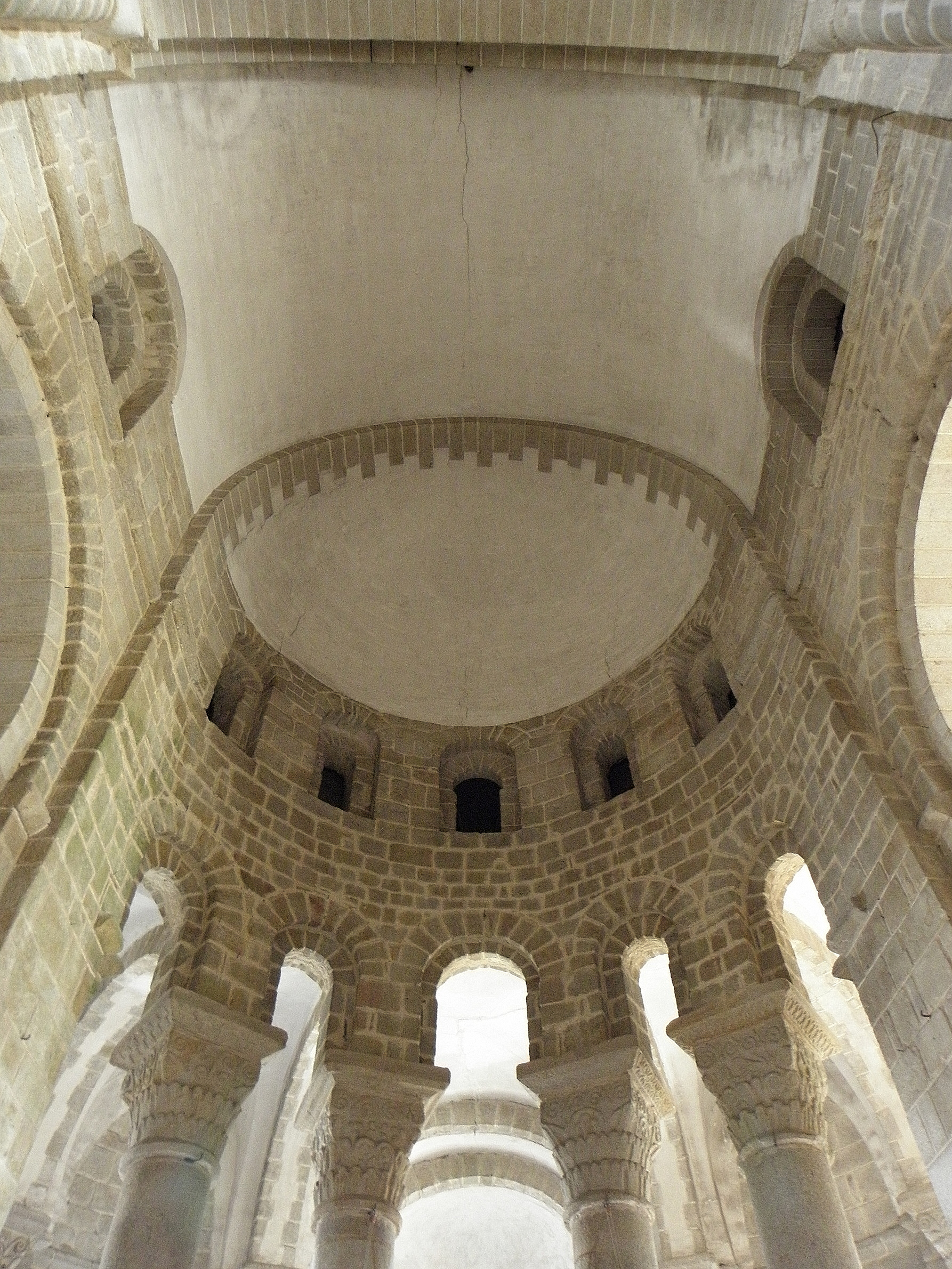
Gewölbe des Hauptchors
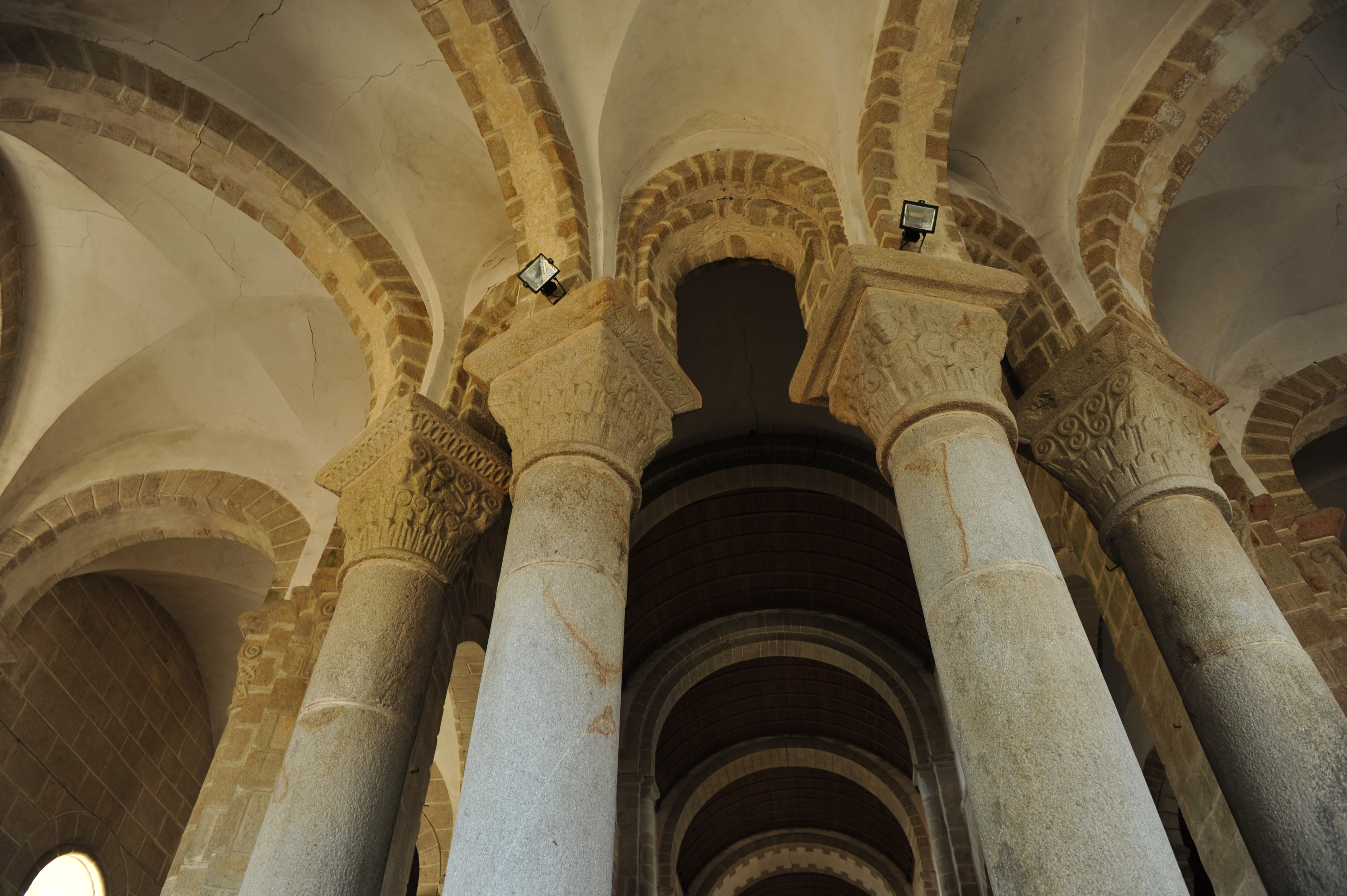
Kapitelle des Chorumgangs
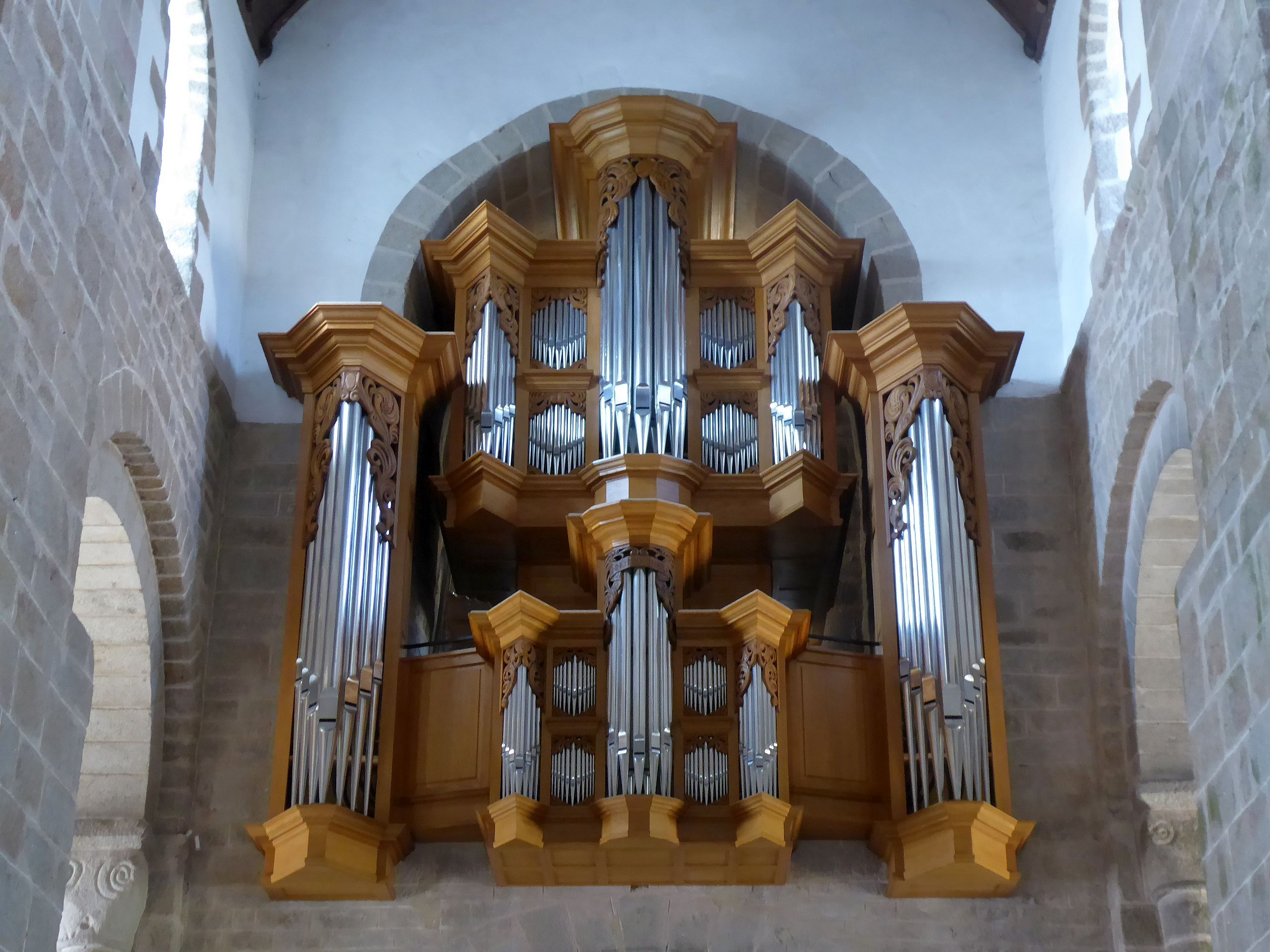
Blick zur Orgel